# Pseudarenipses insularum
Pseudarenipses insularum är en fjärilsart som beskrevs av Wolfgang Speidel och Schmitz 1991. Pseudarenipses insularum ingår i släktet Pseudarenipses och familjen mott. Inga underarter finns listade i Catalogue of Life.